# 양업고등학교
양업고등학교(良業高等學校)는 대한민국 충청북도 청주시 흥덕구 옥산면 환희리에 있는 사립 고등학교이다.

## 학교 연혁
- 1997년 11월 21일 : 학교건물 기공식(지하1층·지상1층=2,126m2) 조립식 기숙사(508m2)
- 1998년 1월 21일 : 설립인가(한 학급 20명, 한 학년 2학급, 전체 120명 남녀공학)
- 1998년 1월 26일 : 교육법 시행령 제69조의 2에 의거 대안교육 특성화고등학교 지정 승인
- 1998년 3월 28일 : 개교, 초대 교장 윤병훈 베드로 신부 취임, 교사동·기숙사 축복식
- 1998년 10월 8일 : 교사동 증축(2층·3층=연면적 2,144m2) 기공식
- 1999년 3월 30일 : 교사동 증축 완공식
- 2002년 9월 18일 : 도서관 및 여학생 기숙사(양업관) 준공식(1층≒711.10m2, 2층≒596.52m2)
- 2009년 6월 19일 : 양업관 다목적실 증축공사 준공식
- 2013년 3월 2일 : 제2대 교장 장홍훈 세르지오 신부 취임
- 2015년 9월 1일 : 충청북도교육청 지정 자율학교 운영(2015. 9. 1.~2020. 8. 31.)
- 2022년 5월 2일 : 제3대 이사장 김종강 시몬 주교 취임
- 2023년 3월 2일 : 제26회 40명 입학
- 2023년 12월 29일 : 제24회 39명 졸업(총 822명)

## 참고 자료
- 양업고등학교 - 한국교육학술정보원 학교알리미